# Brama Kocońska
Brama Kocońska – obniżenie pomiędzy pasmami górskimi Beskidu Małego (Beskid Andrychowski) a Pasmem Pewelskim, stanowiące naturalną granicę pomiędzy nimi. W regionalizacji fizycznogeograficznej Polski według Jerzego Kondrackiego Pasmo Pewelskie zaliczane jest do Beskidu Makowskiego, jest to więc granica między Beskidem Małym i Beskidem Makowskim, w nowszej regionalizacji z 2018 roku pasmo Pewelskie zaliczane jest do Pasm Pewelsko-Krzeszowskich, jest to więc granica między Beskidem Małym a Pasmem Pewelsko-Krzeszowskim
Brama Kocońska położona jest na wysokości ok. 560–570 m n.p.m., a administracyjnie leży na terenie wsi Kocoń. W jej skład wchodzą:
- przełęcz Przydawki (od północy),
- wierzchołek Kocońki (Kocońskiej Góry),
- Przełęcz Kocońska (od południa)[3].

Przebiega tędy dział wodny pomiędzy Sołą a Skawą.